# Gadsdenova koupě

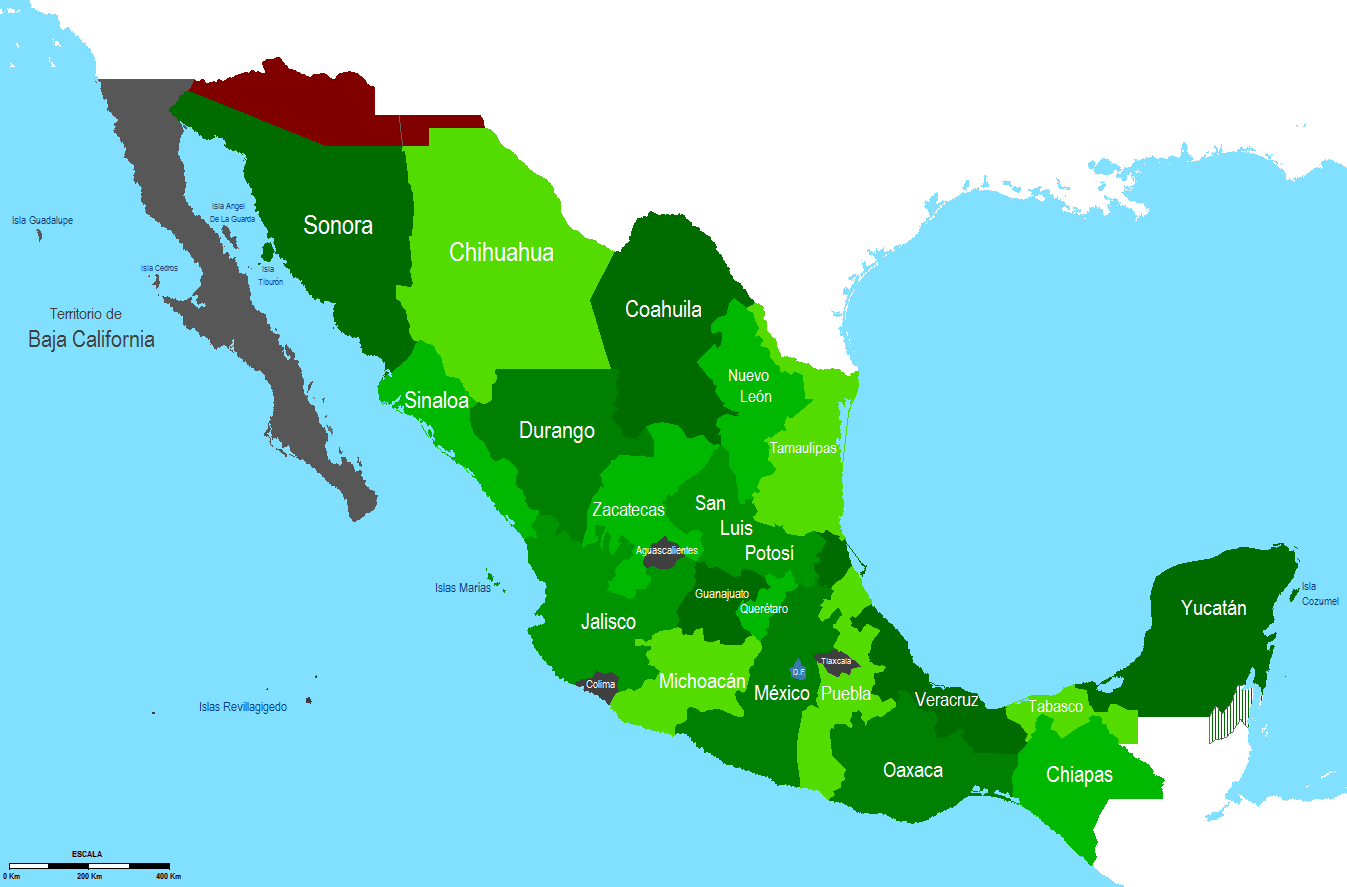
Mapa Mexika v roce 1853 (La Mesilla červeně)

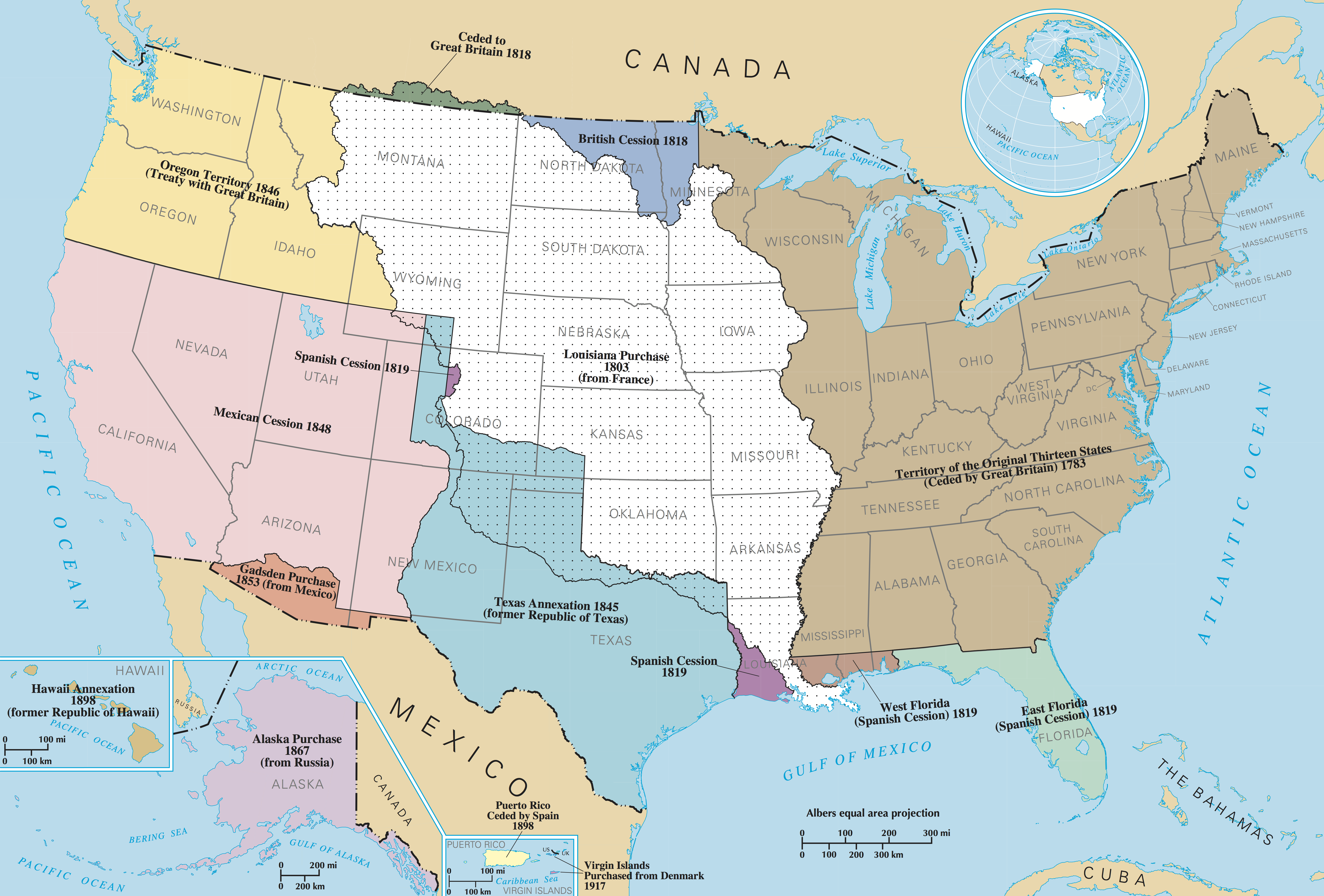
Teritoriální expanze Spojených států amerických

Gadsdenova koupě (anglicky Gadsden Purchase, v Mexiku známá pod názvem Venta de La Mesilla – prodej La Mesilla) byla dohoda mezi Mexikem a Spojenými státy americkými, při které získaly Spojené státy území o rozloze cca 77 000 km² jižně od řeky Gila (jih moderních států Arizony a Nového Mexika), které předtím spadalo pod mexickou suverenitu (státy Sonora a Chihuahua). Nově nabyté území bylo začleněno do teritoria Nové Mexiko.
Za Spojené státy smlouvu podepsal 30. prosince 1853 James Gadsden, tehdejší velvyslanec v Mexiku, za mexickou stranu pak prezident Antonio López de Santa Anna. Senát Spojených států smlouvu ratifikoval 25. dubna 1854, prezident Franklin Pierce ji podepsal 8. června 1854. Koupě mexického území byla posledním významným rozšířením kontinentálních Spojených států amerických. Mexiko za území obdrželo 10 milionů dolarů.